# 格蘭特鎮區 (愛荷華州克林頓縣)
格蘭特鎮區（英語：Grant Township）是位於美國愛荷華州克林頓縣的一個行政鎮區。

## 地方資料
根據2010年美國人口普查的數據，格蘭特鎮區的面積為93.58平方千米，當中陸地面積為93.46平方千米，而水域面積為0.12平方千米。當地共有人口287人，而人口密度為每平方千米3.07人。